# Macon (Georgia)
Macon – miasto w Stanach Zjednoczonych, w środkowej części stanu Georgia, nad rzeką Ocmulgee. Miasto leży na terenie hrabstwa Bibb, którego stanowi siedzibę oraz w niewielkiej części na terenie hrabstwa Jones. Leży w pobliżu geograficznego środka stanu Georgia, w odległości około 136 km na południe od Atlanty. 
Według spisu w 2020 roku jest czwartym co do wielkości miastem Georgii, liczy 157,3 tys. mieszkańców, zaś nieco ponad połowę ludności stanowią osoby czarnoskóre lub Afroamerykanie.

## Gospodarka
W mieście rozwinął się przemysł włókienniczy, spożywczy, papierniczy, drzewny oraz materiałów budowlanych.

## Sport
W mieście rozgrywany jest kobiecy turniej tenisowy, pod nazwą W.L. AMOS SR. Tennis Classic, zaliczany do rangi ITF, z pulą nagród 80 000 $.

## Klimat
Miasto leży w strefie klimatu umiarkowanego, ciepłego, subtropikalnego, bez pory suchej z gorącym latem, należącego według klasyfikacji Köppena do strefy Cfa. Średnia temperatura roczna wynosi 18,1 °C, a opady 1160,8 mm (w tym do 1,8 cm opadów śniegu). Średnia temperatura najcieplejszego miesiąca - sierpnia wynosi 27,7 °C, najzimniejszego - stycznia 7,9 °C. Najwyższa rekordowa zanotowana temperatura wyniosła 42,2 °C natomiast najniższa -21,1 °C. Miesiącem o najwyższych opadach jest lipiec ze średnią sumą opadów wynoszącą 127 mm a najniższe opady występują w maju i wynoszą 68,6 mm.

## Miasta partnerskie
Francja: Mâcon
 Ghana: Elmina
 Japonia: Kurobe
 Rosja: Uljanowsk
 Korea Południowa: Kwach'ŏn
 Republika Chińska: Kaohsiung